# Американцы (фильм)
«Американцы» (англ. Glengarry Glen Ross; также известен под названиями «Гленгарри Глен Росс» и «Дельцы») — американский драматический фильм Джеймса Фоули по пьесе Дэвида Мэмета. Исполнитель роли второго плана Аль Пачино за актёрскую работу в ленте выдвигался на премию «Оскар», а Джек Леммон был признан лучшим актёром на Венецианском кинофестивале.

## Сюжет
Действие происходит в Чикаго. Главные герои — агенты по продаже недвижимости, работающие в компании Premier Properties. Для повышения эффективности их работы центральный офис присылает к ним Блейка — мотивационного бизнес-тренера. Блейк осыпает сотрудников оскорблениями за их плохую работу, после чего обещает, что лучший из четырёх агентов получит в награду «Кадиллак», второй после него — набор кухонных ножей, а остальные два будут уволены. Также Блейк демонстрирует пятьсот, как он утверждает, первосортных новых «наводок» — карточек с контактами клиентов. Получат эти данные только те агенты, которые смогут закрыть сделки, использовав старые контакты, имеющиеся в агентстве.
Главный герой фильма — Шелли Левин, в прошлом он великолепный агент. Его дочь находится в больнице, но платить за лечение нечем: покупателей нет, глава офиса Уильямсон выдаёт агентам по 2 наводки в день из старой базы, по которой прошлись уже не один раз. Левин пытается убедить Уильямсона дать ему пару новых наводок. Он безуспешно пытается его уговорить, запугать своим увольнением или уговорить отчислять ему процент от своих продаж. Уильямсон повышает ставку, затем выставляет дополнительное требование, которое Левин не в состоянии выполнить.
Тем временем агент Дейв Мосс задумывает выкрасть «наводки» и продать их конкурирующей фирме, но хочет сделать это руками одного из своих коллег — Ааронова. Коллега не соглашается.
Одновременно с этим Рикки Рома, считающийся самым успешным на этот момент сотрудником конторы, результативно «обрабатывает» случайного человека, которого он встретил в баре. Когда на следующий день клиент является в контору расторгнуть контракт (жена потребовала вернуть деньги немедленно, запретив разговаривать с агентом Рикки Ромой и предупредив мужа, что по закону они могут сделать это только в течение трёх дней после подписания контракта, пока деньги не сняты со счёта в банке), Шелли по просьбе Ромы подыгрывает ему, играя богатого покупателя. Цель Рикки — оттянуть время, он убеждает клиента не торопиться с разрывом контракта и всячески старается побыстрее покинуть офис. Для этого он на ходу придумывает разные отговорки. Трехдневный срок наступает с момента передачи денег в банк говорит он успокаивая клиента. Деньги еще не ушли говорит Рикки. Он пытается увести клиента из конторы в ресторан и там уговорить его не поддаваться влиянию жены.
До этого эпизода, в этот же день утром Шелли сам подписывает крупный контракт, который удивляет даже везунчика Рикки Рому. Позже, когда Уильямсон соврал в присутствии клиента Ромы, что его документы ушли в банк и получен первый платёж по ним, Левин высказывается Уильямсону о ситуации и случайно пробалтывается ему о детали, которую мог знать только человек, который ночью проник в офис. Уильямсон быстро заставляет Левина сознаться, что тот ночью ограбил контору, узнаёт, что наводки проданы конкуренту, и что сообщником и организатором был Дейв Мосс. Шелли пытается подкупить начальника, предлагая ему часть денег от продажи украденных «наводок», процент от всех своих будущих продаж, а затем все деньги, которые он получил за продажу наводок от Мосса, — 2500 долларов. Левин напоминает о крупном контракте, который заключил утром и пытается убедить, что сможет приносить хорошие проценты, и готов отдавать 50 % своих доходов Уильямсону. Всё бесполезно. Уильямсон рассказывает о том, что сделка ничтожна (недействительна), так как клиенты признаны недееспособными (сумасшедшими) и «им просто нравится болтать с агентами» — он знал об этом уже давно. Становится понятно, что он специально подсунул Шелли такие «наводки». «За что?» — спрашивает Левин. «Ты мне не нравишься» — безжалостно заявляет Уильямсон.
Фильм заканчивается тем, что Уильямсон идёт в свой кабинет, где сидит полиция, куда приглашают Левина для дачи показаний.

## В ролях
- Аль Пачино — Рикки Рома
- Джек Леммон — Шелли «Железный клин» («Машина») Левин
- Эд Харрис — Дейв Мосс
- Кевин Спейси — Джон Уильямсон
- Алан Аркин — Джордж Ааронов
- Джонатан Прайс — Джеймс Линг
- Алек Болдуин — Блейк
- Брюс Олтман[англ.] — Ларри Спеннел
- Нил Джонс[англ.] — мужчина в магазине пончиков
- Лори Тан Чинн[англ.] — гардеробщица
- Джуд Чикколелла[англ.] — детектив
- Барри Рорссен (англ. Barry Rohrssen) — помощник детектива
- Пол Батлер (англ. Paul Butler) — полицейский
- Скипп Линч (англ. Skipp Lynch) — телефонный мастер (в титрах не указан)

## Награды и номинации
- 1993 — номинация на премию «Оскар» за лучшую мужскую роль второго плана (Аль Пачино)
- 1993 — номинация на премию «Золотой глобус» за лучшую мужскую роль второго плана (Аль Пачино)
- 1993 — номинация на премию Гильдии сценаристов США за лучший адаптированный сценарий (Дэвид Мэмет)
- 1992 — премия Национального совета кинокритиков США за лучшую мужскую роль (Джек Леммон), а также попадание в десятку лучших фильмов года
- 1992 — Кубок Вольпи за лучшую мужскую роль Венецианского кинофестиваля (Джек Леммон), а также номинация на «Золотой лев» (Джеймс Фоули)